# Euphyllodromia lineolata
Euphyllodromia lineolata är en kackerlacksart som först beskrevs av Johan Wilhelm Dalman 1823.  Euphyllodromia lineolata ingår i släktet Euphyllodromia och familjen småkackerlackor. Inga underarter finns listade i Catalogue of Life.